# Міжнародний математичний конкурс для студентів університетів
Міжнародний математичний конкурс для студентів університетів (англ. International Mathematics Competition for University Students) — це щорічний математичний конкурс, відкритий для всіх студентів бакалаврату математики. Очікується, що студенти, які братимуть участь, будуть не більше двадцяти трьох років на момент IMC. IMC — це, перш за все, конкурс для добровольців, хоча більшість університетів-учасників обирають та надсилають одну або кілька команд студентів. Робоча мова — англійська.

## Проведення
IMC — це конкурс, де учасники зобов'язані залишатися у помешканнях, наданих організаторами. IMC має на меті створити дружнє, комфортне та безпечне середовище для студентів-математиків. Всі ці умови були створені, щоб вони могли насолоджуватися математикою разом зі своїми однолітками з усього світу, розширювати свої світогляди та надихати встановлювати для себе математичні цілі, які раніше неможливо було уявити або вважати можливим. Неповторним є те, що у 2018 році математик, який брав участь у сьомому IMC, що відбувався в Університетському коледжі Лондона у 2000 році, отримав найпрестижнішу нагороду математики — медаль Філдса. У 2022 році медаллю Філдса була також нагороджена математик із Києва Марина В'язовська. Будучи студенткою, вона чотири рази брала участь в IMC: у 2002, 2003, 2004 та 2005 роках. Студенти з понад 200 університетів з більш, ніж 50 країн брали участь у перших двадцяти шести конкурсах. На двадцять шостому IMC у 2018 році учасники були нагороджені: індивідуальними призами за досягнену роботу, призами за командну роботу, призами за чесну гру та призами за найефективніших лідерів команд.

## Програма
З початку 1994 року Університетський коледж Лондона бере участь в організації IMC, а професор Джон Е. Джейн займає посаду президента конкурсу.
IMC триває п'ять-шість днів, протягом яких конкурсанти складають два п'ятигодинні іспити, кожен з яких має п'ять запитань (шість до 2008 року), обраних комісією та представниками університетів-учасників. Команди вирішують питання з галузей алгебри, комплексного аналізу, комбінаторики та геометрії. Перший IMC розпочався в 1994 році в Пловдиві, Болгарія, з 49 учасниками, переважно з Болгарії, і був організований Пловдивським університетом «Паїсій Хилендарський». 2-4 IMC також проводив той же Пловдивський університет.
З 1996-р по 1999-р IMC був одним із напрямків діяльності Спільного структурного проєкту TEMPUS Європейського Союзу під назвою «Модульна освіта з математики та інформатики», який був провідним проєктом Європейського Союзу TEMPUS у Болгарії на той час, спрямована на приведення університетських програм (математики та обчислювальної техніки) Болгарії у відповідність до програм у Європейському Союзі.
Університетський коледж Лондона був підрядником проекту Європейського Союзу — TEMPUS, а професор Джейн — координатором проєкту.
У 1998 р. 5-й IMC був перенесений у Благоєвград, Болгарія, і був підтриманий Південно-Західним університетом «Неофіт Рільський» у Благоєвграді і Американським університетом у Болгарії. У п'ятому IMC брали участь 80 учасників з 9 країн, що дало початок масштабуванню конкурсу і перетворенню його на головну математичну оліміаду для студентів.

## Місця проведення
У п'ятому IMC брали участь 80 учасників з 9 країн.
У 2009 році на 16-му IMC було 347 студентів-учасників з 65 команд, а з 2010 року IMC розміщується в Американському університеті в Благоєвграді за сприяння Південно-Західного університету «Неофіт Рільський» у Благоєвграді. У 26-му IMC було 360 студентів-учасників та 77 команд. 28-й IMC мав 589 студентів-учасників та 112 команд.
| Номер | Рік      | Місто       | Країна             | Дата              |
| ----- | -------- | ----------- | ------------------ | ----------------- |
| 1     | IMC 1994 | Пловдив     | Болгарія           | 28 липня–2 серпня |
| 2     | IMC 1995 | Пловдив     | Болгарія           | 2–7 серпня        |
| 3     | IMC 1996 | Пловдив     | Болгарія           | 31 липня–5 серпня |
| 4     | IMC 1997 | Пловдив     | Болгарія           | 30 липня–4 серпня |
| 5     | IMC 1998 | Благоєвград | Болгарія           | 29 липня–3 серпня |
| 6     | IMC 1999 | Кестхей     | Угорщина           | 29 липня–2 серпня |
| 7     | IMC 2000 | Лондон      | Англія             | 26–31 липня       |
| 8     | IMC 2001 | Прага       | Чехія              | 19–25 липня       |
| 9     | IMC 2002 | Варшава     | Польща             | 19–25 липня       |
| 10    | IMC 2003 | Клуж-Напока | Румунія            | 25–31 липня       |
| 11    | IMC 2004 | Скоп'є      | Північна Македонія | 23–29 липня       |
| 12    | IMC 2005 | Благоєвград | Болгарія           | 22–28 липня       |
| 13    | IMC 2006 | Одеса       | Україна            | 20–26 липня       |
| 14    | IMC 2007 | Благоєвград | Болгарія           | 3–9 серпня        |
| 15    | IMC 2008 | Благоєвград | Болгарія           | 25–31 липня       |
| 16    | IMC 2009 | Будапешт    | Угорщина           | 25–30 липня       |
| 17    | IMC 2010 | Благоєвград | Болгарія           | 24–30 липня       |
| 18    | IMC 2011 | Благоєвград | Болгарія           | 28 липня–3 серпня |
| 19    | IMC 2012 | Благоєвград | Болгарія           | 26 липня–1 серпня |
| 20    | IMC 2013 | Благоєвград | Болгарія           | 6–12 серпня       |
| 21    | IMC 2014 | Благоєвград | Болгарія           | 29 липня–4 серпня |
| 22    | IMC 2015 | Благоєвград | Болгарія           | 27 липня–2 серпня |
| 23    | IMC 2016 | Благоєвград | Болгарія           | 25–31 липня       |
| 24    | IMC 2017 | Благоєвград | Болгарія           | 31 липня–6 серпня |
| 25    | IMC 2018 | Благоєвград | Болгарія           | 22–28 липня       |
| 26    | IMC 2019 | Благоєвград | Болгарія           | 28 липня–3 серпня |
| 27    | IMC 2020 | ON-LINE     | ON-LINE            | 25–30 липня       |
| 28    | IMC 2021 | ON-LINE     | ON-LINE            | 02–07 серпня      |

## Перемоці з команди України(Диплом 1-го ступеня)
2017
| Ім'я та фамілія | Університет            | Диплом |
| --------------- | ---------------------- | ------ |
| Денис Пушкін    | КНУ ім.Тараса Шевченка | I      |

2018
| Ім'я та фамілія   | Університет       | Диплом |
| ----------------- | ----------------- | ------ |
| Олександр Тищенко | ОНУ ім. Мечникова | I      |

2019
| Ім'я та фамілія   | Університет            | Диплом |
| ----------------- | ---------------------- | ------ |
| Олександр Тищенко | ОНУ ім. Мечникова      | I      |
| Денис Чергикало   | КНУ ім.Тараса Шевченка | I      |
| Георгій Іванчик   | КНУ ім.Тараса Шевченка | I      |

2020
| Ім'я та фамілія   | Університет                         | Диплом |
| ----------------- | ----------------------------------- | ------ |
| Олексадра Козачок | КНУ ім.Тараса Шевченка              | I      |
| Володимир Рябов   | ХНУ імені В. Н. Каразіна            | I      |
| Володимир Фединяк | Український Католицький Університет | I      |
| Георгій Іванчик   | КНУ ім.Тараса Шевченка              | I      |
| Максим Процик     | Український Католицький Університет | I      |

2021
| Ім'я та фамілія   | Університет                         | Диплом |
| ----------------- | ----------------------------------- | ------ |
| Георгій Іванчик   | КНУ ім.Тараса Шевченка              | I      |
| Філіпп Буряк      | КНУ ім.Тараса Шевченка              | I      |
| Володимир Фединяк | Український Католицький Університет | I      |
| Максим Пушкар     | КНУ ім.Тараса Шевченка              | I      |
| Костянтин Луценко | КНУ ім.Тараса Шевченка              | I      |
| Владислав Шашков  | КНУ ім.Тараса Шевченка              | I      |
| Сергій Мицик      | КНУ ім.Тараса Шевченка              | I      |
| Андрій Найденко   | КНУ ім.Тараса Шевченка              | I      |

2022
| Ім'я та фамілія      | Університет            | Диплом |
| -------------------- | ---------------------- | ------ |
| Євгеній Азаров       | КНУ ім.Тараса Шевченка | I      |
| Дмитро Штефан        | КНУ ім.Тараса Шевченка | I      |
| Сергій Черемшинський | КНУ ім.Тараса Шевченка | I      |
| Владислав Шашков     | КНУ ім.Тараса Шевченка | I      |
| Яна Колодач          | КНУ ім.Тараса Шевченка | I      |

2023
-
2024
-
2025
-